# Lisa Gastoni
Lisa Gastoni, née Elisabetta Gastone le 28 juillet 1935 à Alassio est une actrice italienne.

## Biographie
Fille de père italien et de mère irlandaise, après la Seconde Guerre mondiale, Lisa Gastoni décide d’aller à Londres où commence sa carrière de mannequin et d’actrice.
Lisa Gastoni commence sa carrière d'actrice en Italie dans les années 1960, en jouant dans des films de science-fiction sous le nom de « Jane Fate ».
Après un bref mariage avec un physicien, elle rencontre le producteur Joseph Fryd avec lequel elle tourne le film Lutring... réveille-toi et meurs (Svegliati e uccidi) de Carlo Lizzani. Ce film permet à Lisa Gastoni de décrocher le premier Ruban d'argent de la meilleure actrice de sa carrière.
C'est en 1968 que sa carrière décolle dans le cinéma italien, devenant un sex-symbol, grâce au film de Salvatore Samperi, Merci ma tante (Grazie zia). Le film présente une relation psycho-incestueuse entre une sensuelle et raffinée jeune tante (Lisa Gastoni) et son névrotique neveu (Lou Castel). Lisa Gastoni décroche la Targa d'oro au David di Donatello.
Dans les années 1970, elle tourne moins. En 1975, Lisa Gastoni obtient, pour la seconde fois, le Ruban d'argent de la meilleure actrice pour Amore amaro de Florestano Vancini, puis s'écarte du cinéma jusqu'aux années 2000 quand elle retourne au cinéma et à la télévision, et obtient une désignation au David di Donatello et au Ruban d'argent de la meilleure actrice dans un second rôle pour sa participation au film Cuore sacro de Ferzan Özpetek.

## Filmographie partielle
Cinéma
- 1954 : Commando à Rhodes (They Who Dare) de Lewis Milestone : fiancée de George
- 1954 : Meurtre sur la Riviera (Beautiful stangers) de David Miller : Yvette
- 1954 : Le Démon de la danse (Dance Little Lady) de Val Guest
- 1956 : Trois Hommes dans un bateau (Three Men in a Boat) de Ken Annakin
- 1956 : Le Bébé et le Cuirassé (The Baby and the Battleship) de Jay Lewis
- 1957 : La Vérité sur les femmes (The Truth About Women) de Muriel Box
- 1960 : Visa pour Canton (Passport to China) de Michael Carreras : Lola Sanchez
- 1961 : Mary la rousse, femme pirate (Le avventure di Mary Read) d'Umberto Lenzi
- 1961 : The Breaking Point de Lance Comfort : Eva
- 1962 : Le Religieux de Monza (Il monaco di Monza) de Sergio Corbucci
- 1962 : Eva de Joseph Losey
- 1962 : Jeunes Gens au soleil (Diciottenni al sole) de Camillo Mastrocinque
- 1963 : Le Roi du village d'Henri Gruel
- 1963 : Le Quatrième Mousquetaire (I quattro moschettieri) de Carlo Ludovico Bragaglia
- 1964 : Hercule contre les mercenaires (L'ultimo Gladiatore) d'Umberto Lenzi
- 1966 : Les Criminels de la galaxie (I criminali della galassia) d'Antonio Margheriti : Connie Gomez
- 1966 : Lutring... réveille-toi et meurs (Svegliati e uccidi) de Carlo Lizzani : Yvonne (Candida) Lutring
- 1966 : L'Homme qui rit (L'uomo che ride) de Sergio Corbucci : Lucrezia Borgia
- 1968 : I sette fratelli Cervi de Gianni Puccini : Lucia Sarzi
- 1968 : La pecora nera de Luciano Salce : Alma
- 1968 : Merci ma tante (Grazie zia) de Salvatore Samperi : tante Lea
- 1969 : L'amica d'Alberto Lattuada : Lisa Marchesi
- 1970 : L'Invasion d'Yves Allégret : Marina
- 1971 : Maddalena de Jerzy Kawalerowicz : Maddalena
- 1973 : Séduction (La seduzione) de Fernando Di Leo : Caterina
- 1974 : Amore amaro de Florestano Vancini : Renata Andreoli
- 1974 : Les Derniers Jours de Mussolini (Mussolini: ultimo atto) de Carlo Lizzani : Claretta Petacci
- 1975 : Labbra di lurido blu de Giulio Petroni : Elli Alessi
- 1976 : Scandalo de Salvatore Samperi : Eliane Michoud
- 1978 : L'immoralità de Massimo Pirri : Vera
- 2005 : Cuore sacro de Ferzan Özpetek : Eleonora
- 2007 : Tutte le donne della mia vita de Simona Izzo : Diletta
- 2017 : Voice from the Stone d'Eric D. Howell : Lilia

Télévision
- 1960-1962 : Nom, date et lieu (Name, Date, Place) : Destination Danger (Danger Man)
- 2006 : La provinciale : Giacinta Foresi (TV)
- 2007 : Maria Montessori : Une vie au service des enfants (2007) : Gemma Montesano

## Théâtre
- La celestina (1980) de Luigi Squarzina

## Récompenses
- Ruban d'argent de la meilleure actrice en 1967 pour Lutring... réveille-toi et meurs (Svegliati e uccidi)
- Globe d'or de la meilleure actrice en 1967 pour Lutring... réveille-toi et meurs (Svegliati e uccidi)
- David di Donatello : Targa d'oro en 1968
- Ruban d'argent de la meilleure actrice en 1975 pour Amore amaro
- Nomination au Ruban d'argent de la meilleure actrice en 1976 pour Scandalo
- Nomination au David di Donatello de la meilleure actrice dans un second rôle en 2005 pour Cuore sacro
- Nomination au Ruban d'argent de la meilleure actrice dans un second rôle en 2005 pour Cuore sacro